# Гундоалд
Вижте пояснителната страница за други личности с името Гундоалд.
Гундоалд (на немски: Gundoald; * 565; † 616) е херцог на Асти (589 – 616).

## Живот
Произлиза от фамилията Агилолфинги. Син е на баварския херцог Гарибалд I и съпругата му Валдерада, дъщеря на краля на лангобардите Вахо (Вачо). Брат е на Тасило I, Гримоалд I и Теодолинда.
През 589 г. франките заплашват Бавария и Гундоалд и Теодолинда бягат в Италия при лангобардите. Теодолинда се омъжва през май 589 за краля на лангобардите Аутари. Гундоалд става херцог на Асти. Жени се за внучка на Вахо. С нея има две деца Гундперт и Ариперт I.
Гундоалд, като баща на крал Ариперт I, е основател на Агилолфингийските лангобардски крале. Умира през 616 г. от стрела на непознат.